# Bågø Sogn

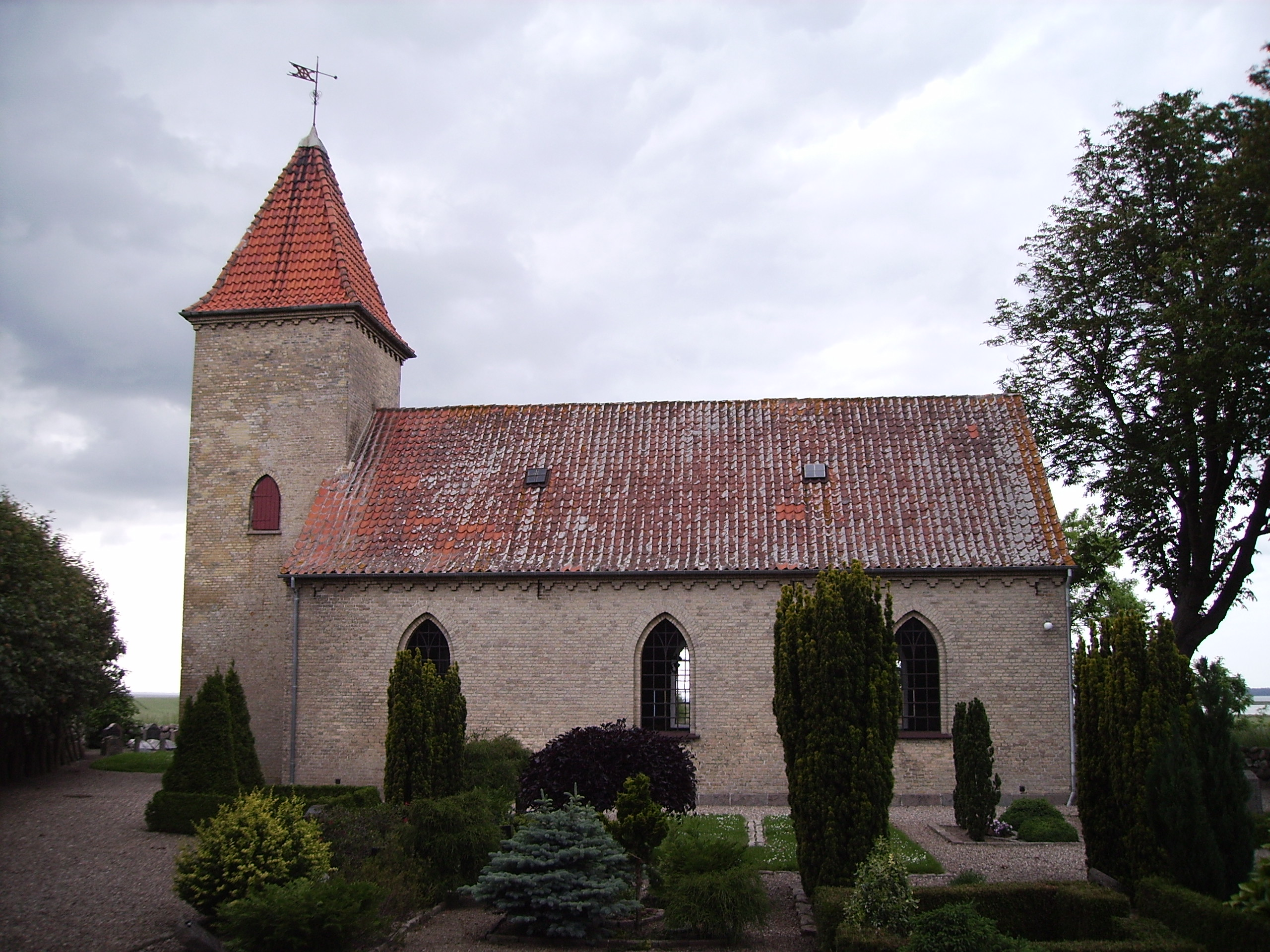
Bågø Kirke

Bågø Sogn ist eine Kirchspielsgemeinde (dän.: Sogn) im Kleinen Belt im südlichen Dänemark. Sie besteht aus der Insel Bågø, der ihr nordwestlich vorgelagerten kleineren unbewohnten Insel Egholm und der nördlich gelegenen, heute ebenfalls unbewohnten Insel Brandsø. Bis 1970 gehörte sie zur Harde Båg Herred im damaligen Odense Amt, danach zur Assens Kommune im
Fyns Amt, die im Zuge der  Kommunalreform zum 1. Januar 2007 in der
„neuen“
Assens Kommune in der Region Syddanmark aufgegangen ist.
Im Kirchspiel leben 25 Einwohner (Stand: 1. Januar 2023).
Im Kirchspiel liegt die Kirche „Bågø Kirke“.